# 努尔丹·卡拉格兹
努尔·卡拉格茲（英語：Nurdan Karagöz，1987年1月25日—），土耳其舉重運動員，曾获2011年世界举重锦标赛女子48公斤级铜牌，2012年伦敦奥运会參加举重女子48公斤级獲得第5名。